# El Mister y los Marsupiales Extintos
El Mister y los Marsupiales Extintos es un grupo musical de rock argentino fundado en 2022 por Carlos Alberto "Indio" Solari, ex-vocalista de los populares grupos argentinos Patricio Rey y sus Redonditos de Ricota y Los Fundamentalistas del Aire Acondicionado.

## Historia
En 2021, Solari anunció que iba a dar inicio a una nueva banda con el nombre de El Mister y los Marsupiales Extintos, con el fin de dar pie a una música más elaborada y la necesidad de publicar lo que él componía, ya que, se encontraba escribiendo al menos una canción por día.
En 2022, finalmente publicó sus primeros sencillos, a la formación debutante la integraban los músicos de Los Fundamentalistas del Aire Acondicionado con seudónimos distintos a los reconocidos, que eran Solari como El Míster, Gaspar Benegas como Conrado Marsupial, Axel Lang como Rubén Marsupial, Fernando Nalé como Marta Marsupial y Marsupial Neil, Sergio Colombo como Honorato Marsupial y Lucas Solari como Carlín Marsupial. Las canciones debutantes que presentó en su canal fueron «De las ventajas de caminar dormida» y «Ken Kesey (scherzo)».
En 2023 siguió sacando únicamente singles, como «Falta tan poco para Nada», «Novedades Obsoletas del Kamarada Amor», «Cantar de la Mala Salud». Tras estas publicaciones, Solari, comentó que su enfermedad de Parkinson seguía avanzando progresivamente y no le permitía dar su mejor versión, por lo que descartaba presentaciones en escenarios con la banda.
En 2024, Solari continuó publicando sencillos vía YouTube y Spotify en formato de tres sencillos cada vez que hacia una publicación, en este caso fueron «La vida vista desde una Motorhome», «Ufa! Otro día en el paraíso» y «Momo Revisitada».

## Integrantes

### Alineación y seudónimos
Solari le colocó apodos a los integrantes del proyecto, así fueron él como El Mister, Benegas como Conrado Marsupial, Lang como Rubén Marsupial, Nalé como Marta Marsupial, Colombo como Honorato Marsupial y Solari (sobrino nieto de Indio) como Carlín Marsupial.
- Indio Solari, (voz y composición)
- Gaspar Benegas, (guitarra principal)
- Axel Lang, (teclados y samplers)
- Fernando Nalé, (bajo y masterización)
- Sergio Colombo, (saxofón)
- Lucas Solari, (guitarra secundaria)

## Discografía

### Sencillos
- «Ken Kesey (scherzo)» (2022)
- «De las Ventajes de Caminar Dormida» (2022)
- «Otra ruta desierta» (2022)
- «El Tío Jack» (2022)
- «Falta tan poco para nada» (2023)
- «Novedades Obseletas del Karamada Amor» (2023)
- «Cantar de la mala salud» (2023)
- «Poco-Loco» (2023)
- «El Muerto Giménez» (2023)
- «Réquiem Alegre» (2023)
- «Momo Revisitada» (2024)
- «Ufa! Otro Día en el Paraíso» (2024)
- «La Vida Vista desde Una Motorhome» (2024)[10]
- «Acceso Oeste - Exceso Oeste» (2025)
- «Super-Dios Vs. El Aguila Guerrera» (2025)